# Ann Patchett

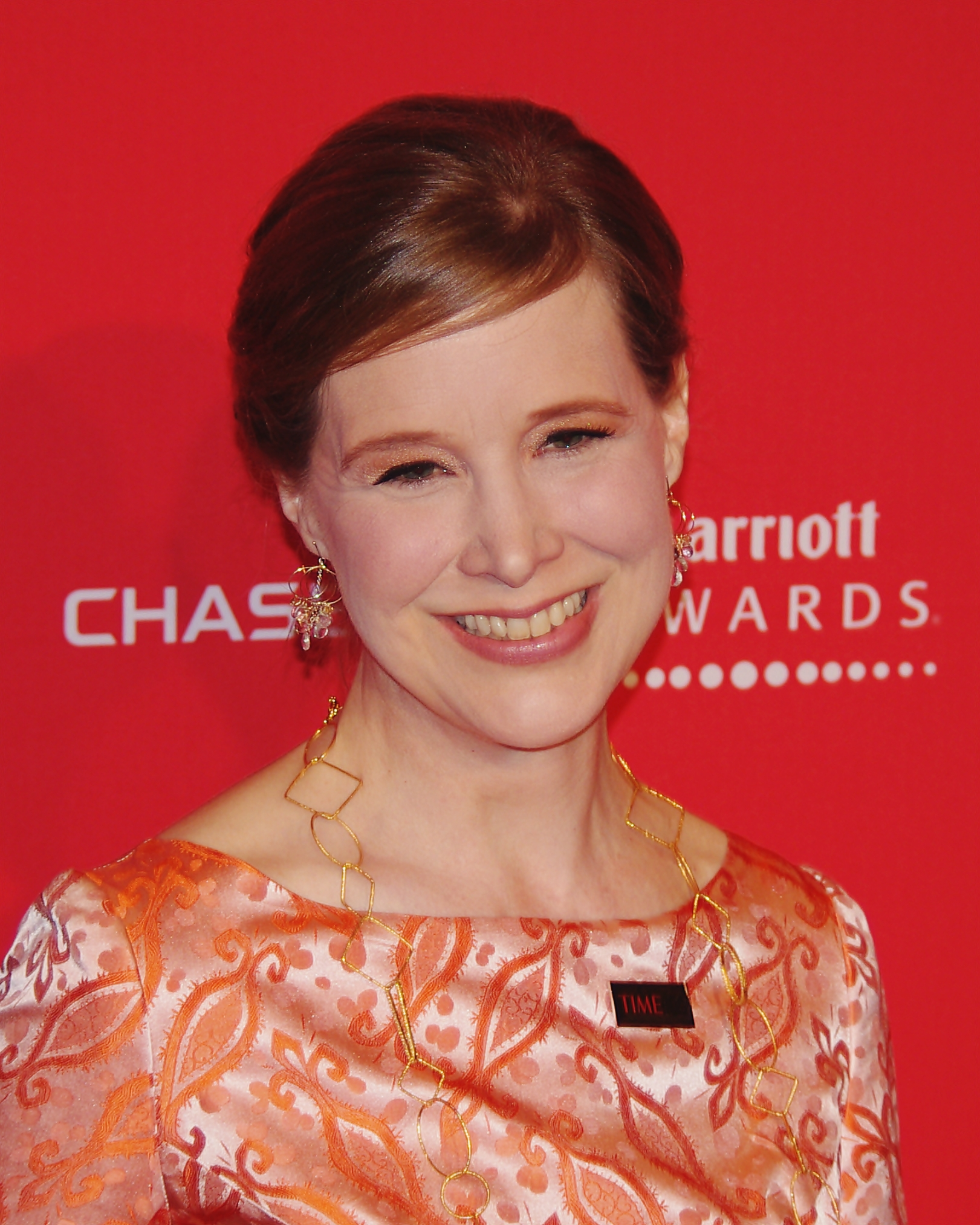
Ann Patchett (2012)

Ann Patchett (* 2. Dezember 1963 in Los Angeles) ist eine US-amerikanische Schriftstellerin.

## Leben
Ann Patchett wuchs in Los Angeles auf und zog als ihre Eltern sich scheiden ließen mit sechzehn nach Nashville. Sie erwarb einen B.A.-Abschluss am Sarah Lawrence College, Bronxville, N.Y., und den Grad Master of Fine Arts (1987) an der University of Iowa.
Ihre ersten Werke veröffentlichte sie bereits als Studentin. Sie arbeitete als Lehrerin und als Kellnerin, bevor sie zur freiberuflichen Schriftstellerin wurde. Sie war 1994 ein Guggenheim Fellow und 1997 Tennessee Williams Fellow für Kreatives Schreiben an der University of the South in Sewanee.
Patchett schreibt Kurzgeschichten, Essays und Romane. In ihrem bekanntesten Roman Bel Canto beschreibt sie die überraschenden Beziehungen, die sich zwischen südamerikanischen Geiselnehmern und ihren Gefangenen entwickeln. Für dieses Werk erhielt sie den PEN/Faulkner Award und den Orange Prize. Das Time Magazine setzte sie 2012 auf die Liste der 100 einflussreichsten Menschen der Welt (The 100 Most Influential People in the World).
In dem biographischen Werk Truth and Beauty schreibt sie über ihre Freundschaft mit der Schriftstellerin Lucy Grealy, die 2002 starb.
2021 erhielt Patchett die National Humanities Medal.

## Werke

### Romane
- The Patron Saint of Liars. 1992.
- Taft. 1994.
- The Magician's Assistant. 1997.
- Bel Canto. 2003.
  - Bel Canto. Übersetzung Karin Lauer. Piper, München/Zürich 2003, ISBN 3-492-04340-2.
- Truth and Beauty. 2005.
- Run. 2007.
  - Familienangelegenheiten. Übersetzung Uli Aumüller. Piper, München/Zürich 2008, ISBN 978-3-492-05140-8.
- State of Wonder. Harper, New York City 2011, ISBN 978-0-06-204980-3.
  - Fluss der Wunder. Übersetzung Werner Löcher-Lawrence. Bloomsbury, Berlin 2012, ISBN 978-3-8270-1056-8.
- This is the Story of a Happy Marriage. Harper, New York City 2013.
- Commonwealth. Harper, New York City 2016.
- The Dutch House. Harper, New York City 2019.
- Tom Lake. HarperCollins, New York 2023.
  - Der Sommer zu Hause. Übersetzung Ulrike Thiesmeyer. Piper, Berlin/München 2023, ISBN 978-3-8270-1503-7.

### Essaysammlungen
- These Precious Days: Essays. Harper, New York 2021, ISBN 978-0-06-309278-5.

### Sachbücher
- Truth & Beauty: A Friendship. 2004.
- What now? 2008.

## Auszeichnungen
- 1994 Janet Heidinger Kafka Prize für Taft
- 2002 PEN/Faulkner Award für Bel Canto
- 2002 Orange Prize für Bel Canto

Seit 2017 ist sie Mitglied der American Academy of Arts and Letters. 2020 wurde Patchett in die American Academy of Arts and Sciences gewählt.